# Cryptologie dans la littérature
Cet article regroupe des textes traitant de la cryptologie ou employant la  cryptographie dans leur intrigue : littérature, romans, bandes dessinées, etc.
Ne sont pas inclus ici les textes à contrainte ou les palindromes : il peut y avoir un sens caché mais pas nécessairement un vrai texte.

## Dans l'univers deSherlock Holmes
- Les nouvelles Les Hommes dansants et Le Gloria Scott de Conan Doyle ;
- Le Rat géant de Sumatra de Richard Boyer  : des trous d'épingles dans un article de journal ;
- Les Enquêtes d'Enola Holmes de Nancy Springer : Enola Holmes, la sœur de Sherlock, part à la recherche de sa mère à l'aide de messages codés qu'elle lui a laissés.
- Le Secret de l’île d’Uffa bande dessinée de Jean-Pierre Croquet (scénario) et Benoît Bonte (dessin).

## Dans les œuvres deJules Verne
- Voyage au centre de la Terre : l'expédition au centre de la Terre est déclenchée à la suite du décryptage d'un message secret.
- Mathias Sandorf : utilisation d'une grille de Cardan.
- La Jangada : un homme jugé pour un crime qu'il n'a pas commis voit son salut lié au déchiffrement d'un texte codé qui pourrait l'innocenter.
- Les Enfants du capitaine Grant : un message de détresse est retrouvé partiellement effacé par l'eau de mer et rédigé en trois langues.

## Autres
- La nouvelle « Le scarabée d'or » des Histoires extraordinaires de Edgar Allan Poe : voir l'article détaillé La cryptologie dans Le Scarabée d'or
- Forteresse digitale de Dan Brown : et si la NSA disposait d'un super-ordinateur capable de déchiffrer n'importe quel message ?
- Le Manuscrit de Pythias de Paul Doherty : Alexandre le Grand est sur le point d'attaquer Halicarnasse et un texte codé mentionnerait l'emplacement d'une faille dans les fortifications de la cité.
- La Conjecture de Fermat de Jean d'Aillon : le notaire Louis Fronsac enquête sur des fuites concernant les codes utilisés par la diplomatie française et demande au mathématicien Pierre de Fermat d'améliorer le répertoire mis au point par Antoine Rossignol.
- Enigma de Robert Harris : mélange de documentaire sur Bletchley Park et de romance, avec un héros vaguement inspiré d'Alan Turing. A été adapté en film.
- Le Théorème de Roitelet de Frédéric Cathala : les destins mêlés de plusieurs protagonistes lors de la Première Guerre mondiale, dont un espion aux prises avec le Chiffre ADFGVX.
- Les Compagnons du silence de Paul Féval.
- Les romans L'Aiguille creuse et 813 de Maurice Leblanc mettant en scène Arsène Lupin
- Moonfleet de John Meade Falkner : le jeune héros trouve un médaillon localisant le trésor de Barbe Noire et contenant des Psaumes.
- Les aventures de Hugh Corbett par Paul Doherty : Le Livre du magicien : les Anglais d’Édouard Ier et les Français de Philippe le Bel unissent leurs efforts pour déchiffrer un manuscrit de frère Roger Bacon ; L'Assassin de Sherwood : il faut décoder un message indiquant où Philippe le Bel va envahir la Flandre.
- Dans Cryptonomicon, de Neal Stephenson un chiffrement nommé Solitaire est utilisé. Il a été inventé par le cryptographe Bruce Schneier pour les besoins du livre et utilise un paquet de cartes.
- Dans L'Enfer des codes, de Mai Jia, paru en 2002.
- Dans La Vie mode d'emploi, de Georges Perec, paru en 1978

## En littérature pour la jeunesse
- Les aventures d'Artemis Fowl par Eoin Colfer : chaque tome comporte un message codé.
- Inconnu à cette adresse de Kathrine Kressmann Taylor : échange de lettres pendant la guerre entre un allemand juif habitant aux États-Unis et son ami resté en Allemagne qui l'a trahi.
- L’énigme Vermeer et L'énigme de la maison Robie de Blue Balliett : des enfants communiquent par un code utilisant les pentaminos, pièces de puzzles ayant la forme de lettres. De plus, les illustrations de ces romans par Brett Helquist contiennent des dessins cachés en rapport avec l'intrigue.
- Aladdin et le crime de la bibliothèque de Marie et Joseph.
- La série Ulysse Moore
- Grimpow, l'élu des templiers de Rafael Ábalos : un jeune vagabond récupère une pierre aux pouvoirs stupéfiants et qui va modifier sa vie.
- Les sorcières sont NRV de Yak Rivais
- Histoires pressées de Bernard Friot